# Bartolomé de Rajoy
Bartolomé de Rajoy y Losada (Puentedeume, 25 de agosto de 1690 - Santiago de Compostela, 17 de julio de 1772) fue un eclesiástico español, que ostentó durante cerca de veinte años la dignidad de Arzobispo de Santiago de Compostela. Es conocido por su importante labor de constructor y restaurador. 

## Biografía
Estudió gramática en su villa natal, de donde fue a Santiago de Compostela, ingresando en el Colegio de San Jerónimo para obtener el bachillerato en leyes. Después iría a La Coruña para graduarse como abogado en la Real Audiencia de Galicia. Posteriormente abrazaría el estado eclesiástico, ejerciendo primero en los cabildos de Orense y, luego, de Lugo. En 1730 ganó por oposición la Penitenciaría de Santiago. Enviado a Madrid por el cabildo compostelano, sería nombrado Comisario General de la Cruzada, uno de los cargos eclesiásticos más importantes en la España de aquel momento. Además, fue el fundador de la "Congregación de Naturales y Originales de Galicia", creada en Madrid en 1741, siendo una de sus principales misiones celebrar la Fiesta del Apóstol Santiago, Patrón de Galicia y de España, y poner en contacto a todos los gallegos de Madrid para que se ayudaran unos a otros y apoyaran todos los asuntos que afectaran a Galicia. 
El 30 de mayo de 1751 fue propuesto por el rey Fernando VI como Arzobispo de Santiago de Compostela, puesto que ejercería hasta su muerte.

## Construcciones
Durante su mandato como Arzobispo construyó y restauró gran cantidad de edificaciones en la ciudad compostelana, siendo la primera (1757) la reedificación de la fachada de la Azabachería de la Catedral. Construyó también el Palacio de Lestrove cerca de Padrón y la antigua sede de Iria. Fundó el Hospital de Carretas, donde se recogía a mendigos y tullidos que mendigaban por la ciudad; el Hospicio para los pobres e influyó en un pariente suyo, Mateo Vázquez, para la creación del Colegio de la Enseñanza. Su obra más importante, sin duda, fue la nueva Casa Consistorial del Ayuntamiento de Compostela (Palacio de Rajoy, 1766), que está enfrente de la catedral, en la Plaza del Obradoiro. Además, levantó el Seminario de Confesores, amplió el Palacio Arzobispal y la Casa de Ejercicios, construyó el palacio arzobispal en Lestrove, fundó el Asilo de Carretas, la Casa Galera, etc.
En su villa natal de Puentedeume se construyó una casa y, además, reedificó la Iglesia Parroquial de Santiago.

## Otros datos de interés
Ostentó los cargos de capellán mayor del rey, de su Real Capilla, Casa y Corte, juez ordinario, notario mayor del reino de León y consejero real.
- Datos: Q8243153